# Pequenas Histórias
Pequenas Histórias é um filme brasileiro de 2007 (que estreou em 2008), dos gêneros comédia e infantil, realizado por Helvécio Ratton.

## Resumo
Na varanda de uma fazenda, uma senhora conta quatro histórias protagonizadas por personagens do imaginário popular brasileiro - principalmente da cultura mineira.São contadas as histórias de O marido da Mae d´Água, Procissão das Almas, Um natal feliz e A história de Zé Burraldo.

## Elenco
- Marieta Severo - Maria Contadora das historias
- Patrícia Pillar - Iara
- Paulo José - Arlindo
- Gero Camilo - Zé Burraldo
- Manoelita Lustosa - Comadre Filó
- Maria Gladys - Alcina, dona da pensão onde mora Arlindo
- Maurício Tizumba - Tiburso

## Prêmios
Festival Paulínia de Cinema 2008 (Brasil)
- Venceu nas categorias de Melhor Ator para a Paulo José e Melhor Roteiro.
- Nomeado nas categorias de Melhor Diretor, Melhor Filme, Melhor Fotografia, Melhor Montagem e Melhor Trilha Sonora.

Grande Prêmio Cinema Brasil 2009 (Brasil)
- Venceu nas categorias de Melhor Filme Infantil.